# Thomas Armat
Thomas J. Armat (25 octubre 1866 - 30 setembre de 1948) va ser un mecànic i inventor nord-americà, pioner de l'art cinematogràfic i principalment reconegut per haver co-inventat el vitascopi amb Thomas Alva Edison.

## Biografia
Armat va estudiar a l'Institut de Mecànica de Richmond, Virginia, i posteriorment, l'any 1894, a la Bliss School of Electricity, a Washington D.C., on va conèixer a Charles Francis Jenkins. Tots dos, com a companys de classe, van treballar en el desenvolupament d'un projector anomenat phantoscopi, usant un nou tipus de mecanisme de moviment intermitent similar al patentat l'any 1893 per Georges Demeny a França. Va ser un dels primers projectors utilitzats per al que es coneix com a Latham Loop (un bucle extra de la pel·lícula abans del transport del mecanisme per a reduir la tensió a la mateixa i evitar la seva ruptura, desenvolupada en forma independent al mateix temps per Woodville Latham i els seus fills). El setembre de 1895 van fer amb el phantoscopi la seva primera emissió pública a la Cotton States and International Exposition, a Atlanta.
Després d'aquest èxit, els dos inventors es van distanciar a causa de problemes amb la patent de l'invent. Jenkins havia tractat de donar-se a conèixer com únic inventor del dispositiu, però el seu intent va fallar i va acabar venent la patent a Armat, qui posteriorment es va unir a Thomas Edison i la hi va vendre. Aquest últim va presentar la màquina al mercat amb el nom de vitascopi. El projector va ser utilitzat en una pantalla pública a la ciutat de Nova York començant el 23 d'abril de 1896 i durant més d'una setmana.
Treballant per a Edison, l'any 1897 Armat va refinar el projector reemplaçant el mecanisme inicial amb una roda de Ginebra més precisa, duplicant l'invent realitzat feia un any a Alemanya per Oskar Messter i Max Griewe, i a Anglaterra per Robert William Paul.
L'any 1947, Armat, William Nicholas Selig, Albert Edward Smith i George Kirke Spoor van guanyar un premi Oscar especial com a representants dels pioners en l'art cinematogràfic, basant-se en les seves contribucions a aquest negoci.
Thomas Armat va morir el 30 de setembre de 1948.